# Olga Sliusareva
Olga Sliusareva (n. 28 aprilie 1969, Doneț⁠(d), Raionul Izium, Harkiv, RSS Ucraineană, URSS) este o ciclistă rusă, medaliată olimpică. A participat la 3 ediții ale Jocurilor Olimpice (2000, 2004, 2008) în care a câștigat o medalie de aur și o medalie de bronz.